# Церква Успіння Пресвятої Богородиці (Карашинці)
Церква Успіння Пресвятої Богородиці в Карашинцях — парафія і храм греко-католицької громади Гримайлівського деканату Бучацької єпархії Української греко-католицької церкви в селі Карашинці Чортківського району Тернопільської области.

## Історія церкви
До 1993 року релігійна громада села належала до парафії села Перемилів. У 1993 році була створена окрема греко-католицька парафія, і віряни розпочали будівництво храму, збудувавши спочатку капличку. Архітектором став п. Кулик із села Ридодуби, а авторами іконостасу та розписів — Петро Живець і Петро Желебелюк. 28 серпня 1999 року новий храм освятив єпископ Михаїл Сабрига.
При парафії діють:
- Спільнота «Матері в молитві».
- Братства «Апостольство молитви» і «Жива Вервиця».
- Вівтарна дружина.

На території парафії встановлені фігура Матері Божої, хрест і символічна могила воїнам УПА та жертвам більшовицьких репресій.

## Парохи
- о. Тимофій Бучинський (1993—1995),
- о. Роман Гамрацей (1995—2000),
- о. Ярослав Палій (з 2000).